# Ramnarain Sewram
Ramnarain Sewram (Paramaribo, 12 juni 1948 - 10 juni 2016) was een Surinaamse zanger. Hij zong voor verschillende bands en stond bekend om zijn Mukesh-vertolkingen.

## Biografie
Sewram werd bekend door zijn vertolkingen via de radio van de Indiase filmi-zanger Mukesh. Hij is een van de beste Mukesh-vertolkers van Suriname geweest, na grootheden als Adolf Badalsingh en Bisnath Trilokhi (beiden destijds van Veena Orchestra).
In 1965 trad hij toe tot het Naya Tarana Orchestra. Na een tijdje stopte Sewram met zingen door de wisselende diensten voor zijn werk. Midden jaren 1980 heeft zijn vriend, wijlen Kesriepersad Jokhoe, hem naar Veena Orchestra gehaald. Hier begon Ramnarain Sewram weer te zingen samen met Raghubans Pitai. Veel later hebben (oud)zangers en muzikanten van verschillende bands in een jamsessie opgetreden op een huwelijk. Daarna ontstond het idee om (de eerste) Saliem en Friends op te richten die slechts voor shows bedoeld was omdat de groep uit artiesten bestond die al in vaste bands optraden. Nadat de groep door ontevredenheid uit elkaar was gegaan, werd op initiatief van wijlen Shahied Pierkhan (Sonny) een nieuwe formatie van Saliem en Friends opgericht (met 4 mensen van Veena Orchestra), waarin Raghubans Pitai de Mukesh-liederen vertolkte.
Vanaf 2008 trad hij geregeld op met het Yaadgaar Orchestra onder leiding van Riaz Ahmadali. Ook trad hij op in het buitenland, waaronder meermaals in Nederland en de Verenigde Staten. In 2016 zong hij in de documentaire over het Yaadgaar Orchestra.
Sewram overleed op 10 juni 2016, twee dagen voor zijn 68e verjaardag. Tweeënhalve maand erna, op 27 augustus, werd door onder meer de Sociëteit Republiek Suriname (Sores) en het Yaadgaar Orchestra het tribuut Suriname remembers Mukesh – Suriname remembers Ramnarain Sewram georganiseerd. Hier traden tal van Mukesh-vertolkers op en werden videobeelden getoond van Sewram.